# Grakan tert
Grakan tert (arménien : Գրական թերթ, littéralement « Journal littéraire ») est un hebdomadaire social, politique, littéraire et artistique arménien. Publié depuis 1932 à Erevan, c'est l'organe du conseil d'administration de l'Union des écrivains d'Arménie.

## Histoire
Avant la création de l'Union des écrivains soviétiques d'Arménie en 1934, le Journal littéraire était l'organe de la Fédération des écrivains soviétiques d'Arménie, puis celui de l'Union des écrivains, musiciens et artistes soviétiques d'Arménie. Il couvre les œuvres créatives, théoriques et critiques de la littérature soviéto-arménienne, lutte pour le renforcement des principes de la littérature, de la partisanerie, des relations internationales des peuples et des principes du réalisme socialiste.

## Collaborateurs
Des écrivains et critiques littéraires arméno-soviétiques réputés comme Yéghiché Tcharents, Avetik Issahakian, Alexander Shirvanzade, Dérenik Demirdjian, Vahram Alazan, Stepan Zorian, Nairi Zarian, Parouir Sévak se sont unis et ont activement travaillé autour du Journal littéraire dans différentes régions de publication.